# Niels Wulfsberg

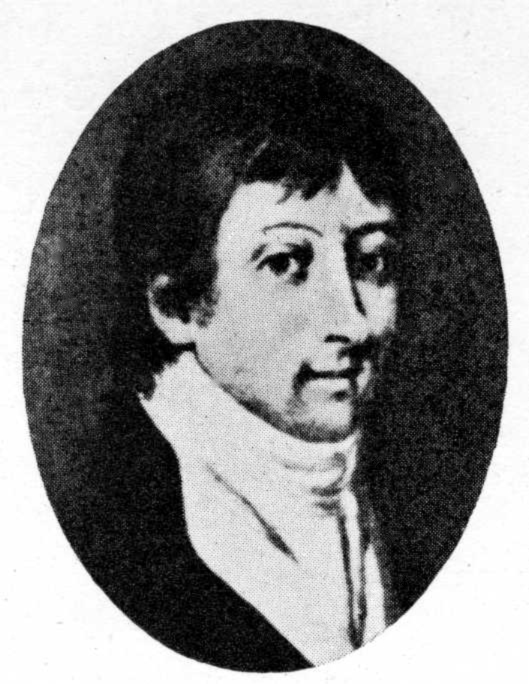
Niels Wulfsberg

Niels Wulfsberg (* 29. August 1775 in Tønsberg, Vestfold; † 25. Juni 1852 in Drammen, Buskerud) war ein norwegischer Pfarrer, Herausgeber und Zeitungsredakteur.

## Leben
Seine Eltern waren Jacob Wulfsberg (1751–1826) und dessen Frau Inger Helvig Seeberg (1752–97). Er wuchs bei seinem Onkel in Åmot auf und hat das examen artium 1796 abgelegt. Danach studierte er Theologie in Kopenhagen. Im November 1801 wurde er als dritter Priester des Osloer Doms ernannt. 1802 eröffnete er eine Verlagsbuchhandlung in Oslo.
Im Herbst 1807 publizierte er 43 Heften des Periodikums „Efterretninger og Opmuntringer angaaende de nærværende Krigsbegivenheder“ – ein Vorläufer der Zeitung Tiden. Diese erschien erstmals am 28. Januar 1808, ihre Tendenz war monarchistisch und sezessionistisch.
Um den Auseinandersetzungen über die Verfassungsverhandlungen Eidsvoll zu fördern, gab er das „Journal for Rigsforfatning, Lovgivning og Politie“ heraus. Wulfsberg hatte einen schlechten Ruf als Redakteur: man hielt ihn für korrupt und unterwürfig. Im Jahre 1815 gründete Wulfsberg zusammen mit Christian Døderlein eine neue schwedenfreundliche Zeitung, „Den norske Rigstidende“. Nach seiner Rückkehr von Stockholm gab er die Zeitung Morgenbladet heraus – sie war die erste Tageszeitung Norwegens. Im Jahre 1823 wurde Wulfsberg krank und wollte sich in Drammen erholen. Dort hat er die Zeitung Tiden nochmals herausgegeben. Sie wird immer noch unter dem Namen Drammens Tidende publiziert. Wulfsberg starb in der Stadt am 25. Juni 1852.